# Bridging the Gap
Albums de Black Eyed Peas
Behind the Front
(1998) Elephunk
(2003)
Singles
1. BEP Empire/Get Original
Sortie : 8 août 2000
2. Weekends
Sortie : 3 octobre 2000
3. Request + Line
Sortie : 26 février 2001

Bridging the Gap est le deuxième album studio du groupe Black Eyed Peas sorti le 26 septembre 2000 sur le label Interscope. Kim Hill chante sur les chansons Hot et Tell Your Mama Come, bien qu'elle décida plus tard cette année-là de quitter le groupe.

## Liste des pistes
1. BEP Empire - 4:40
2. Weekends (featuring Esthero) - 4:47
3. Get Original (featuring Chali 2na) - 2:52
4. Hot (featuring Kim Hill) - 4:05
5. Cali To New York (featuring De La Soul) - 4:47
6. Lil' Lil' - 4:10
7. On My Own (featuring Les Nubians et Mos Def) - 3:52
8. Release - 5:08
9. Bridging The Gaps - 4:56
10. Go Go - 4:53
11. Rap Song (featuring Wyclef Jean) - 3:33
12. Bringing It Back - 3:34
13. Tell Your Mama Come - 3:14
14. Request + Line (featuring Macy Gray) - 9:21

## Singles
- 2000 : BEP Empire (44e aux US Hot Rap Singles charts)
- 2000 : Weekends (34e aux US Hot R&B/Rap Singles charts)
- 2001 : Get original
- 2001 : Request + line (51e aux US R&B/Hot Rap Singles charts, 2e aux US Hot Rap charts)